# Valea Uzului
Valea Uzului (węg. Úzvölgye) – wieś w Rumunii, w okręgu Harghita, w gminie Sânmartin. W 2011 roku liczyła 3 mieszkańców.